# Viettesia modesta
Viettesia modesta är en fjärilsart som beskrevs av De Toulgoët 1959. Viettesia modesta ingår i släktet Viettesia och familjen björnspinnare. Inga underarter finns listade i Catalogue of Life.